# ザトー＝ONE
ザトー＝ONE（ザトー・ワン）は、2D対戦格闘ゲーム「GUILTY GEARシリーズ」に登場する架空の人物。『GUILTY GEAR XX』では設定の関係からエディと名を変える。

## 設定
- アサシン組織のリーダーだった男。スペイン出身。禁術により影を操る能力を得たが代償に視力を失っており、アイマスクを着用している。
- ザトーの性格は当初、卑屈で尊大[1]、かつ見栄っ張りで根は小心者といった、冷酷さの裏に精神的な虚弱さを抱いている設定だった。シリーズ1作目「GUILTY GEAR」において彼が戦う動機は、疑心の人生の中で唯一信じた女・ミリアに裏切られたことへの報復である。だがミリアとの愛憎半ばする因果関係や、彼に恩義を抱く忠臣ヴェノムの参入などが新作ごとに語られた結果、元来は小悪党ではあったが心中には善意も存在し、部下への寛容さも持ち合わせていた設定へとシフトされつつある。ただし『Xrd』ではシン=キスクの一撃必殺技を受けた時に卑屈さが含まれたセリフを発している。
- 穏やかで紳士的だが、決して相手を対等に見ない含みを態度に示している。だが叩き上げの人間であるため同じ境遇の人間には優しく、面倒見がよい[2]。ヴェノムやミリアはこの点に恩義を感じている。アサシン組織のリーダーとしての才覚も相応にはあったらしく、先代リーダーであるスレイヤーをして「惜しい男を亡くした」と言わしめている。

名前の由来
盲目つながりで座頭市（ZATO-ICHI）から。

## エディ
GGXXでは、ザトーが完全に死んだという設定のため、キャラクター名はエディで統一された。尚、名称が変わってもゲーム中の性能はほとんど変わらない。
エディはザトーの影に寄生する禁獣である。彼はザトーの身体を乗っ取った化け物と認識される事が多い。新たな宿主を探して各地を放浪し、ディズィーやソルなどに襲いかかるが、一方で自分の寿命を諦観しているような描写も見られ、自分がこの世に存在した「証を刻む」ことも戦いの動機となっている。
寄生体である禁呪（禁獣）にとって、力の代償に何かを差し出す行為は無意味。真に背負うべきリスクは、自分の体を逆に支配されてしまう危険性を伴う点だけである。禁獣は誰にでも取り憑ける訳でなく、肉体が強靭でなければ禁呪の能力に耐える事が出来ない。加えて言えば、宿主の体は精神が虚弱な程御しやすい為、禁獣にとっては有利である。その点、ザトーは最良の宿主であったと言える。
「敬愛するザトーを殺した」としてエディに対して敵意を向ける対ヴェノム戦の勝利メッセージでは「ザトーは自分にとっても宿主として掛け替えのない人物であった」事を吐露し、決してエディ自身が望んでザトーを殺した訳ではない事を告げている。
GGXXのストーリーモードでは、寿命が迫っているという設定を反映して、試合ごとに体力が減ってゆく設定になっている。アクセントコアでの分岐ストーリーによるエンディング次第では、寿命を使い果たして消滅するが、その際、主が愛していたミリアに看取られながら、自分とザトーのことを忘れないで欲しいと言い遺し、安らかな表情で消滅していった。
GGXrdにて、主であるザトーと共に元老院の手で再び生を受ける。同作のストーリーモードでは、蘇生の過程で情動を失った反動から奇矯な言動を見せるようになったザトーに呆れつつも、行動を共にしている。胸部に紋様や刻印のように見える傷が付けられている点がこれまでのシリーズ作品との唯一の差異となっている。

## ストーリー
組織の末端にいたザトーは、終戦管理局から禁呪を提供されると先述の通り自らの視力を犠牲にして影を操る能力を身につけ、一気に首領の地位にまで上り詰めることに成功する。その後、組織の人員を多数投入する大掛かりな計画を実行に移すが、重要な役割を担っていたミリア＝レイジの裏切りに合い、計画は頓挫する。さらに組織も壊滅的な打撃を受け、自らも警察機構に捕縛される。唯一信頼を寄せ、心を許していたミリアとの予期せぬ別れ。これまで募らせていた愛情は卑屈な形に歪められ、ザトーは次元牢の中で彼女に報復する事ばかりを考えるようになっていた。
GUILTY GEAR
その復讐心が呼んだのか、罪人の身でありながら第二次聖騎士団員選考武道大会に招致されたザトーは大会に出場。影の力を遺憾なく発揮し勝利を重ねていった。だが増長する影の力はやがて覚醒を来たし、意識を持つようになると、逆にザトーの体を支配するようになった。
GUILTY GEAR X
影に征服され、薄れ行く意識の中でザトーが思い浮かべるのは、やはりミリアの事であった。今まで彼女にして来た愚行の数々を悔い改め、次第に償いたいと思うようになるが、その願いだけは叶える事が出来なかった。一方、意識を持った影＝エディは同胞の存在を求め、悪魔の住む地へと向かった。だがそこで出会ったギアが、禁呪とは似て非なる物である事を理解すると森をあとにする。
GUILTY GEAR XX
宿主の体が崩壊しつつある事を感じたエディは、異能者達の強靭な肉体を欲して己の為に戦いを始めた。
GUILTY GEAR Xrd -SIGN-
元老院の手によって蘇生されたが、死後の世界の無限とも言える時間の中でありとあらゆる経験を得たことから感情が希薄になり、全てのものに対して無関心になってしまう。ただし、ミリアについて考えたときだけは自らの感情が動くことを自覚したため、その自身の真意を知るべく赴く。
前述の経緯によって精神的に人間の領域を逸脱しかけているからか、基本的には紳士的な態度であるものの、「どうでもいい」が口癖であったり冗談めかした言動や砕けた口調が混じったりと奇矯で不安定な言動が見られる。ミリアに対しては唯一自分の感情を動かす相手として過去の愛憎入り混じった感情とは異なる想いを抱いており、ヴェノムにミリアを護衛するよう命じるなど彼女を守ろうとしている。
GUILTY GEAR Xrd -Rev2-
ヴェノムに陽のあたる場所での新しい道を踏み出す為の一押しをする等、Xrd以降の性格の変容もあわせて基本的に善人として描かれている。
GUILTY GEAR -STRIVE-
再建された終戦管理局の職員としてレオ・ホワイトファング達の手助けをしている。対戦モードにおける戦闘後のセリフでは、「公務員」であるとの言及がある。

## ゲーム中の性能
特徴
ゲーム中では本体とは完全に独立した「分身」を召喚できることが最大の特徴。
この本体と分身が同時攻撃を仕掛ける連続技や起き攻め、果ては上段中段下段のガードを同時に崩す「ガード不能」状態を作り出す事が非常に強力でGGXX～#RELOADでは最強キャラとして猛威を振るった。SLASHでは大幅に弱体化されたものの、起き攻めは強力。ΛCでは分身の攻撃の一部が変更となり、#RELOAD以前（もしくはそれ以上）の性能を誇り、最強クラスに戻る。
弱点は分身が消えた時の立ち回りが弱く、守勢に回ると辛い事。
本体と分身の同時操作が難しく、2D対戦格闘ゲーム屈指のテクニカルキャラクター。
GOLDモードではエディゲージの制限が一切なくなり、ドリルスペシャルの複数設置なども行えるようになる。
専用システム：エディゲージ
エディ召喚時にバーストゲージ下に表示される。召喚中は徐々にゲージが減少し、分身の追加攻撃で更に消耗が激しくなる。ゲージが全て無くなるか、本体か分身が相手の攻撃を受けた時点で分身は姿を消す。回復にはしばらくの時間を要するが、召喚中に同じコマンドを入力する事で分身を一旦回収する事が出来、その場合はゲージの回復が通常よりも早くなる。

## 技の解説

### 必殺技
飛行 [GGX～Xrd] (空中専用)
2段ジャンプコマンド時に一定時間飛行する。
浮遊 [STRIVE]
空中で方向キーを2度押すことで「飛行」する。STRIVEで名称が変更されたもの。
ブレイク・ザ・ロウ [GGX~] (⇒シャドウギャラリー)
影に身を潜める。潜行時間が長いほど地上に復帰する際の隙が大きい。追加入力でシャドウギャラリーに派生。名前はイギリスのヘヴィメタルバンドジューダス・プリーストの「ブレイキング・ザ・ロウ」という曲から。
シャドウギャラリー [GGX～Xrd] (空中専用／FRC)
相手の足元から姿を現し、鋭い牙で噛み付く奇襲技。ΛCではヒット時にスライドダウンを誘発。
ダムドファング [GGX~] (FRC)
相手を球体状の影で覆い、外から一突きする投げ技。
ドランカーシェイド [GGX~] (FRC)
本体の足元に障壁を作り出す。ほとんどの飛び道具を跳ね返す事が可能。
インヴァイトヘル [GG~] (GG・EXのみ空中可／FRC)
ボタンごとに決められた位置に地面からドリルを突出させる下段判定の飛び道具。空中版は立ちガード可能。イスカではP・K版があり、エディの後方にそれぞれ突出させる。
エディ召喚（戻し） [GGX~]
分身を出現させ、以下の派生技に移行が可能。召喚時に対応したボタン入力の攻撃を行うが、HSで召喚した場合は何もしない。派生技はボタンを押しっ放しにした後、放す事で発動する。
小攻撃 [GGX～Xrd]
口ばしを尖らせて突く。ΛCでは一瞬地面に潜ってから攻撃する。
移動攻撃 [GGX～Xrd]
車輪状に変形し、多段ヒットを誘発する技。ΛCでは鉤爪状に変化した分身が相手を二度引っ掻く。
対空攻撃 [GGX～Xrd]
右腕を勢いよく伸ばし、敵を殴りあげる技。ΛCではヒット時に壁張り付きを誘発。
影潜り [Xrd]
影に潜ったエディが前進する。
ドリルスペシャル [GGX～Xrd]
地面に地雷を設置し、一定時間後に巨大なドリルが突き出す。発動にエディゲージを全て消費する。
「突く」 [STRIVE]
腕を2度伸ばし、相手に突き刺さる。
「多い！」 [STRIVE]
手を叩き、前方にドリルを生成する。
「跳ねる」 [STRIVE]
カエルのような形に変化、その後飛び跳ね、地面に飛び込む二段攻撃。
「張り合う」 [STRIVE]
手をあちこちに動かす。このとき、相手の覚醒必殺技以外の攻撃をすべて無効化する。一定時間経過後に多段攻撃が発生し、エディゲージを全消費する。
シャドウホール [ΛC]
影の穴を作り、ヒット時には相手を一定時間その場に拘束する。発動にエディゲージを全て消費する。
中段攻撃 [XX~ΛC]
鮫に変化させ、相手へ勢いよく噛みつく。ΛCでは分身から影を吐き出す。中段判定でゲージの消費量が多い。
メガリスヘッド [SLASH] (FRC)
分身を巨大な顔に変化させて攻撃する。発動後は相手に敬意を払い、エディゲージを全て回復する。
転移 [EX]
本体と分身の位置を移し変える。
転移フェイント [EX]
転移と同じモーションを取るが、位置は変らない。

クライムダークネス [GG]
影を地面に走らせ、追加入力で影から腕を出して相手を三回まで叩きあげる。対空攻撃の原型。
インヴァイトヘル・チャージアタック [GG]
インヴァイトヘルを三段階まで強化する。レベルによってドリルの本数が増える。
ライズアンドフォール [GG]
相手を叩き上げ、無防備な所を瞬時に殴り落とす。名前はドイツのヘヴィメタルバンドハロウィンの「Rise And Fall」という曲から。
闇かかと [GG]
足に影の刃をつけた状態でかかと落しをする。名前が付いているのは初代までで、以降は通常技になっている。

### フォースブレイク
ドリルスペシャル [ΛC]
コマンド入力直後に発動する巨大なインヴァイトヘル。
イグゾーション [ΛC]
本体がポーズを取り、エディゲージを回復させる。エディ召喚中でも使用できる。

### 覚醒必殺技
アモルファス [GGX~]
鯨のような巨大な影が敵を空中へと押し上げる。
メガリスヘッド [GGX～#RELOAD]
悪魔の顔に変化した分身が頭突きをかます。エディゲージを全消費。
イグゼキューター [GGX～#RELOAD,Xrd]
大剣に変化した影が、相手を画面端まで深々と突き刺す。
イグゼキューターχ [SLASH～ΛC]
影が大剣状に変化し、高速で相手を一突きする。更に自動で上空から突き刺す技へ派生するが、追加入力でキャンセルする事が可能。（SLASH時は派生時にテンションゲージを更に50%消費）
サンヴォイド [STRIVE]
分身が大剣の姿に変身、相手に刺突する。エディゲージ全回復。
グレイト・ホワイト [Xrd]
分身が無敵状態のサメに変化、相手に複数回の噛みつき突進を行う。
ダークセンチネル [GG.EX]
悪魔のような形状に変化した影が、勢いよくタックルを決める。EX版は農耕機のように相手を切り刻む多段技に変化。
メガリスヘッドプログラム [EX]
分身にコマンドを先行入力し、技を発動させる。最後の攻撃時にメガリスヘッドが出る。

### 一撃必殺技
フィアオブザダーク [GG]
巨大な手に変化させた影で、相手を握りつぶす。由来はイギリスのヘヴィメタルバンドアイアン・メイデンのアルバム『フィア・オブ・ザ・ダーク』から。
ブラック・イン・マインド [GGX～ΛC PLUS]
手刀で攻撃。ヒット時には具現化された女神の顔が割れて、死神が姿を現す。攻撃判定は狭いが空中ガードが不能であり、対空技である。
グズマニア・マグニフィカ [Xrd]
具現化された影が相手に攻撃するモーションがヒットすると演出へ移行し、ザトーの影が相手の影を喰らい尽くす技。影を喰われた相手はそのままうつ伏せへ崩れ落ちる。

## テーマミュージック
- Black Soul（GG）
- Feel A Fear（GGX～XXΛC）
- Black Blank blah-blah-blah（GGXrd）
- Let Me Carve Your Way（STRIVE）
- Conclution（GG/対ミリア）
- Still In The Dark（GGX/対ミリア）
- The Spider's Thread(Do you know?)（GGXrd/対ミリア）
- Existence（GGXX～/対アサシン組織メンバー）

## ステージ
- 地獄をイメージした魔方陣と城（GG）
- NIRVANA（GGX）
- HELL（GGXX～）
- Hells Forest(Deep Forest)：地獄（ISUKA）
- Opera House[注 3]（GGXrd）
- Council of Three（STRIVE）

## 担当声優
ザトーの声
- 塩沢兼人（『GG』、『X』）
- 子安武人（『Xrd』以降）

エディの声
- 子安武人

## その他
- ザトーの誕生日は、担当声優の塩沢と同じである。
- ザトーのプロフィールに「嫌いなもの:女」とあるが、これはミリアに裏切られて以後に追加したものである[4]。
- 当初は「ザトーが自分を取り戻しエディが立ち去る」という結末を予定していたが、ザトー役の声優塩沢兼人が死去したため、それにあわせる形でザトーも死亡する事になった。ストーリーの関係で『Xrd』にて蘇る事になったが、声優はエディ役の子安武人が勤める事になった。
- 正式なキャラネームは「ZATO＝ONE」であるが、「XrdR」のOPや使用時に表記されるキャラネーム表記は「ZATO＝1」となっている。